# Андреа Алушев
Андреа Андреев Алушев (на английски: Andrea Andrioff Alusheff) е македонистка емигрантска активистка, дванадесети президент на Македонската патриотична организация в САЩ и Канада.

## Биография
Андреа Алушев е родена в северозападен Охайо, САЩ, в семейството на баща по произход от Горно Върбени и майка Зорка, по произход от Вишени. Дядо ѝ Мито Андреев е сред основателите на МПО „Христо Матов“, Масилон, а баща ѝ Анди Андреев е дългогодишен член на младежката организация към същото дружество. Андреа Алушев завършва държавния университет на Охайо. През 1999 година се присъединява към Македонската патриотична организация като член на МПО „Братя Миладинови“, Южна Каролина, въпреки че за първи път посещава годишна среща на МПО през 1970 година в Детройт. През 2003 година възстановява и става председател на МПО „Свобода“ и същата година се жени за Том Алушев (1954-2010), син на дългогодишния член на ЦК на МПО Крис Алушев. Преместват се да живеят в Кливлънд, където реактивира местното дружество МПО „Вардар“ и е избрана за член на ЦК на МПО, като същевременно подпомага МПО „Солун“, Спрингфийлд. През 2007 година е преизбрана за член на ЦК на МПО и за първата жена президент на МПО. През мандата на Алушев МПО се контролира от кръгове, близки до македонистката „Обединена македонска диаспора“.
След като през 2009 година МПО „Швейцария на Балканите“ от Торонто, обявява подкрепата си за репресираната българка Спаска Митрова, Андреа Алушев демонстративно изключва от организацията председателя Лабро Королов и неговите сподвижници. След освобождаването на Алушев от поста през 2010 година, новоизбраното ръководство възстановява членството на МПО „Швейцария на Балканите“ и неговите активисти в организацията.